# Saya Tin
YMB Saya Tin (birmanisch ဝိုင်အမ်ဘီဆရာတင်; * 11. Februar 1894 in Mandalay; † 8. August 1950 in Rangun) war ein birmanischer Musiker und Komponist, der unter anderem die Nationalhymne Myanmars (Birmas), Gba Majay Bma, schrieb.

## CJugendc
Saya Tin wurde in Mandalay, Myanmar geboren. Sein Vater, U Yan Aung, war in den Diensten des letzten birmanischen Königs Thibaw. Er hatte eine ältere und eine jüngere Schwester.
Die Schule schloss er 1909 im Alter von 17 Jahren ab und wurde Lehrer an einer Privatschule. In seiner Freizeit spielte er seine Konzertina (eine sechseckige Handharmonika) und sang. Da dies jedoch verpönt war, musste er wegen nachhaltiger Kritik seinen Lehrposten aufgeben.

## Musikalische Karriere
Nach seiner Kündigung beschäftigte er sich weiterhin mit seiner Konzertina, erforschte ihre Klänge und Tonmuster und komponierte nebenbei moderne Lieder für die damals bekannten Tänzerinnen aus Mandalay. 1918 gründete er schließlich auf Wunsch seiner ehemaligen Schüler eine eigene Privatschule „Young Men Buddhist School“ und wurde bekannt als Y.M.B. Saya Tin. Mit seinen Studenten gründete er darüber hinaus eine Musikgruppe, die honorarfrei auf Wohltätigkeitsveranstaltungen und Hochzeiten auftrat. 
Seine Bekanntheit wuchs und er musste häufiger nach Rangun fahren, wo seine Lieder aufgenommen und verkauft oder für kommerzielle Filmproduktionen verwendet wurden. Er wurde dadurch so stark in Anspruch genommen, dass er keine Zeit mehr hatte, seine Schule fortzuführen, so dass er sie schließen musste. Er zog schließlich nach Rangun, wo er seinen alten Klassenkameraden Thakhin Ba Thaung traf. Er trat in der folgenden Zeit auch dessen politischer Partei Dobama Asiayone bei.

### Gba Majay Bma
Saya Tin komponierte das Lied Gba Majay Bma zusammen mit Thakin Ba Thaung, der den patriotischen Text dazu schrieb. Offiziell wurde das Lied zum ersten Mal von Saya Tin am 20. Juli 1930 um 17 Uhr in der Shwedagon-Pagode aufgeführt.
1947 wurde das Lied als Nationalhymne Birmas übernommen. Saya Tin bekam dafür 1000 Kyats. Am Tag der Unabhängigkeit 1950 wurde er zusätzlich dazu noch mit dem Titel Wunna Kyaw Htin (der bewundernswert-Berühmte) ausgezeichnet.
Laut seinen Schülern schrieb er über 4000 Lieder in seiner Zeit in Rangun, doch als Künstler verdiente er nur wenig Geld.

## Tod
Wegen Überarbeitung und seiner schlechten gesundheitlichen Verfassung wurde er am 7. August 1950 in das Ranguner Generalkrankenhaus eingeliefert. Einen Tag später, am 8. August 1950, starb er an Tuberkulose. Er ist auf dem Kyan-daw-Friedhof in Rangun begraben.